# The Cool World
Pour plus de détails, voir Fiche technique et Distribution.
The Cool World est un film biographique américain écrit et réalisé par Shirley Clarke et sorti en 1963 et dont le scénario est tiré du roman éponyme publié en 1959 de Warren Miller et la pièce de Robert Rossen.
Le film traite de la façon de vivre des Royal Pythons, un gang de jeunes Afro-Américains de Harlem.

## Synopsis

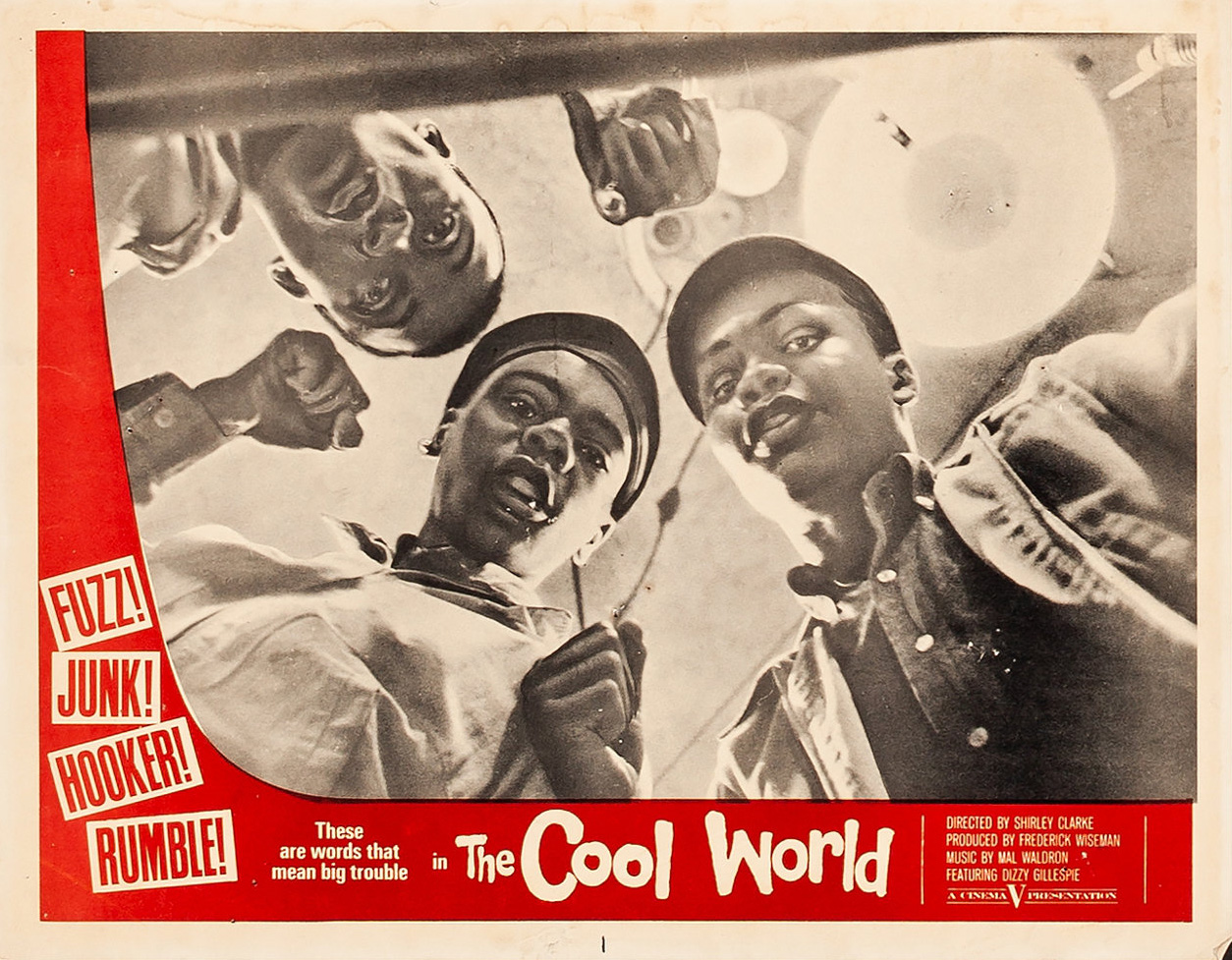

## Fiche technique
- Réalisation et montage : Shirley Clarke
- Producteur : Frederick Wiseman
- Musique : Mal Waldron
- Directeur de la photographie : Baird Bryan
- Décors : Roger Furman
- Son : Dave Jones
- Casting : Carl Lee
- Dates de sortie: 
  - Italie : septembre 1963 (Mostra de Venise 1963)
  - États-Unis : 20 avril 1964
  - France 30 septembre 1965

## Distribution

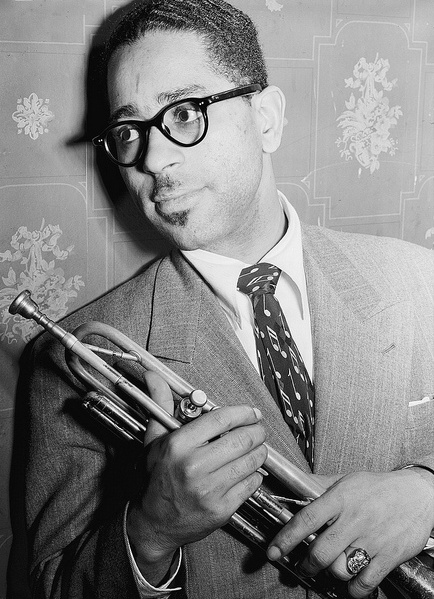
Dizzy Gillespie (en 1946) qui apparaît avec son quintet dans le film.

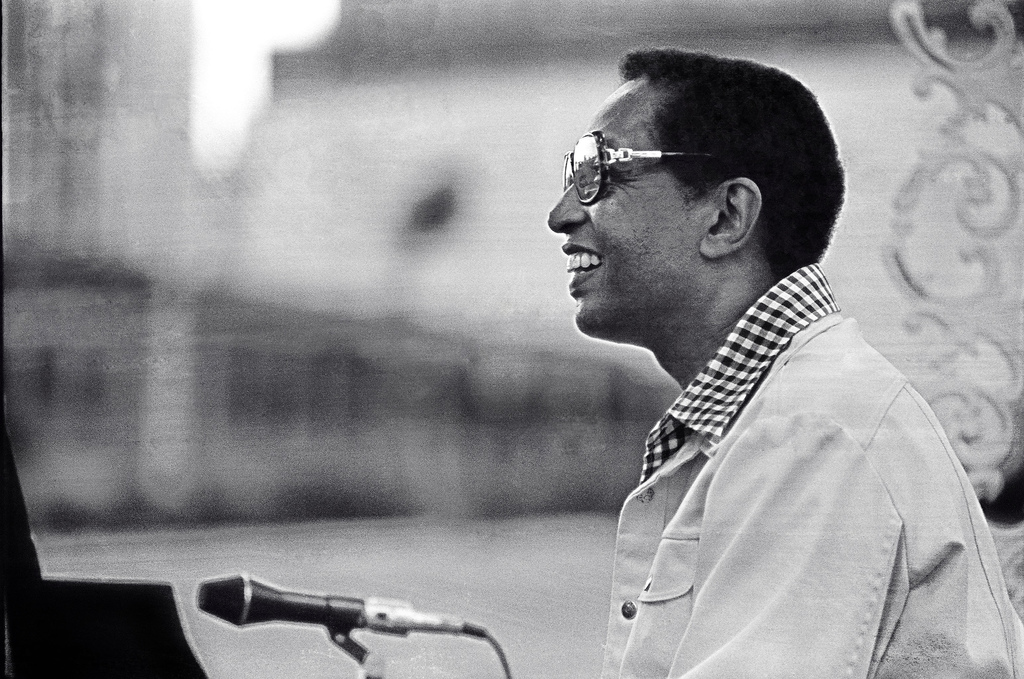
Le jazzman Billy Taylor (en 1977), y tient un rôle.

- Rony Clanton : Duke (comme Hampton Clanton)
- Carl Lee : Priest
- Yolanda Rodríguez : Luanne
- Clarence Williams III : Blood
- Gary Bolling : Littleman
- Bostic Felton : Rod
- Gloria Foster : Mrs. Custis
- John Marriott : Hurst
- Georgia Burke : Grandma
- Marilyn Cox : Miss Dewpoint
- Jerome Raphael : Mr. Shapiro
- Mel Stewart : Con-man
- Joe Dennis : Douglas Thurston
- Ronald Perry : Savage
- Bruce Edwards : Warrior
- Lloyd Edwards : Foxy
- Teddy McCain : Saint
- Joe Oliver : Angel
- Claude Cave : Hardy
- Maurice Sneed : Rocky
- Will Ford : Ace
- Ken Sutherland : Big Jeff
- J.C. Lee : 1st Coolie
- Bert Donaldson : Forty-five
- Billy Taylor : Mission
- Riley Mac : Mac
- Alfred Collymore : China
- George Goodman : Newscaster
- Richard Ward : Street Speaker
- Jay Brooks : Littleman's Father
- Val Bisoglio : Gangster
- Vic Ramano : Gangster
- Ted Butler : Mr. Osborne
- Pheta Canegata : Pheta
- William Canegata : Cop
- Sandra McPherson : Coney Island Girl
- Wilbur Green : Priest's Buddy
- Nettie Avery : Big Daddy
- Esther Bodie : Lady
- Irma Williams : Lady
- Evadney Canegata :
- Dean Cohen : Cop
- Peter De Anda : Cop
- Antonio Fargas :
- Dizzy Gillespie :
- Alan Mercer : Cop
- Milton Williams :

## Musique
La musique de jazz est du quintet de Dizzy Gillespie, composé aussi de Yusef Lateef, Mal Waldron, Aaron Bell et Arthur Taylor. La bande originale du film a été publiée par Philips.
Celle de rock 'n' roll est de Herb Lowell, Charles Jackson, Julian Euell et Hal Singer.